# Выборы мэра Хабаровска (2018)
Выборы мэра Хабаровска состоялись в Хабаровске 9 сентября 2018 года в единый день голосования. Срок полномочий избранного мэра — 5 лет.

## Ключевые даты
- 19 июня 2018 года Хабаровская городская дума назначила выборы на 9 сентября 2018 года — единый день голосования.
- до 18 часов 12 июля идёт выдвижение кандидатов.
- до 18 часов 25 июля предоставление подписных листов от самовыдвиженцев.
- агитационный период начинается со дня выдвижения кандидата и прекращается за одни сутки до дня голосования.
- 8 сентября — день тишины.
- 9 сентября — день голосования.

## Выдвижение и регистрация кандидатов
Количество подписей избирателей, необходимое для регистрации кандидата на должность Мэра Хабаровска, выдвинутого в порядке самовыдвижения, составляет 2 495. Допускается 10 % бракованных подписей.

## Выдвинутые кандидаты
Городская избирательная комиссия приняла документы у десяти кандидатов. Избирком зарегистрировал 7 кандидатов, однако один отказал от участия в выборах позднее.
| Кандидат                        | Деятельность/должность (на момент выдвижения)                                        | Субъект выдвижения                   | Статус                                               | Дата подачи документов о выдвижении | Дата регистрации |
| ------------------------------- | ------------------------------------------------------------------------------------ | ------------------------------------ | ---------------------------------------------------- | ----------------------------------- | ---------------- |
| Сергей Вячеславович Безденежных | индивидуальный предприниматель, депутат Законодательной думы Хабаровского края       | ЛДПР                                 | зарегистрирован                                      | 3 июля                              | 9 июля           |
| Алексей Юрьевич Ворсин          | руководитель региональной дирекции «Дальний Восток» ООО «Левиафан-медиахолдинг»      | самовыдвижение                       | снят с выборов после того, как был зарегистрирован   | 25 июня                             | 2 августа        |
| Сергей Николаевич Елизаров      | заместитель директора по связям с общественностью ООО «Региострой»                   | самовыдвижение                       | зарегистрирован                                      | 6 июля                              | —                |
| Сергей Анатольевич Кравчук      | вице-мэр города Хабаровска, первый заместитель мэра города по экономическим вопросам | «Единая Россия»                      | зарегистрирован                                      | 12 июля                             | —                |
| Максим Валерьевич Кукушкин      | генеральный директор ООО «Производственная группа Востокстрой-ДВ»                    | КПРФ                                 | зарегистрирован                                      | 4 июля                              | 9 июля           |
| Никита Сергеевич Михалев        | генеральный директор ООО «Чистая планета»                                            | «Справедливая Россия»                | зарегистрирован                                      | —                                   | —                |
| Сергей Александрович Романов    | заместитель директора ООО «Хабаровск-Телеком»                                        | Социал-демократическая партия России | отказано в регистрации                               | —                                   | —                |
| Андрей Владимирович Савельев    | управляющий ТСЖ «Ришувил»                                                            | самовыдвижение                       | утративший статус выдвинутого кандидата              | 6 июля                              | —                |
| Евгений Владимирович Смолькин   | депутат Хабаровской городской думы                                                   | ПАРНАС                               | снялся с выборов после того, как был зарегистрирован | 2 июля                              | 6 июля           |
| Армен Саргисович Хачатрян       | старший оператор ООО «Азия Лес»                                                      | «Национальный курс»                  | отказано в регистрации                               | —                                   | —                |

## Снятие с выборов Алексея Ворсина
9 августа Центральный районный суд Хабаровска снял с выборов Алексея Ворсина за «неправильно оформленные документы», удовлетворив заявление его конкурента Елизарова.
Секретарь крайизбиркома, Оярс Машков, привёл пример трёх самых существенных, по его мнению, недостатков в оформлении документов Ворсина:
во-первых, в заявлении кандидата не было указано, что он обязуется прекратить деятельность, несовместимую со статусом выборной должности в случае, если его изберут на эту должность; во-вторых, Ворсин представил сведения о доходах не по форме, установленной законом; в-третьих, при ответе на вопрос, о сделках, превышающих сумму его доходов, совместных с супругой, Ворсин написал «отсутствует», вместо требуемой формулировки.
Леонид Волков написал, что Ворсина сняли за то, что он не вычеркнул слово «супруга» из стандартного бланка (Ворсин не женат). Кроме того, он отметил, что суд обратил своё постановление к немедленному исполнению, то есть до апелляции.
20 августа Хабаровский краевой суд оставил в силе решение районного суда. Алексей Ворсин заявил, что он намерен обжаловать это решение в Верховном суде, однако признал, что скорее всего суд не успеет рассмотреть это дело до выборов. Ворсин обвинил избирком в том, что он «преднамеренно не проверял документы, чтоб дождаться регистрации и снять по суду». Он также заявил, что оппозиция готова выйти на митинг протеста против недопущения оппозиционных кандидатов в день выборов, 9 сентября.

## Результаты
| Место                       | Место                       | Кандидат                    | Партия                      | Голосов | %       |
| --------------------------- | --------------------------- | --------------------------- | --------------------------- | ------- | ------- |
|                             | 1.                          | Сергей Кравчук              | Единая Россия               | 54 593  | 39,97 % |
|                             | 2.                          | Максим Кукушкин             | КПРФ                        | 32 577  | 23,85 % |
|                             | 3.                          | Сергей Безденежных          | ЛДПР                        | 28 498  | 20,86 % |
|                             | 4.                          | Никита Михалев              | Справедливая Россия         | 13 586  | 9,95 %  |
| Действительных бюллетеней   | Действительных бюллетеней   | Действительных бюллетеней   | Действительных бюллетеней   | 129 254 | 94,62 % |
| Недействительных бюллетеней | Недействительных бюллетеней | Недействительных бюллетеней | Недействительных бюллетеней | 7345    | 5,38 %  |
| Всего                       | Всего                       | Всего                       | Всего                       | 136 599 | 100 %   |
|                             |                             |                             |                             |         |         |
| Явка                        | Явка                        | Явка                        | Явка                        | 136 599 | 31,69 % |
| Общее число избирателей     | Общее число избирателей     | Общее число избирателей     | Общее число избирателей     | 431 072 |         |